# Betty Schade
Betty Schade (born Frida Feddersen; 27 de marzo de 1895 - 27 de marzo de 1982) fue una actriz estadounidense nacida en Alemania que trabajó durante la era del cine mudo. Apareció en 135 películas entre 1913 y 1921. Schade nació en Geestemünde, Alemania, y se casó con el actor Fritz Schade. La pareja se mudó a California en 1912-1913 y firmó un contrato con la sociedad anónima de Mack Sennett. Después, la pareja intentó firmar un contrato con Carl Laemmle en Universal Pictures. En 1917, se casó con el actor Ernest Shields y fue contratada por Universal Pictures.
Murió en Los Ángeles, California en 1982.

## Filmografía
- His Chum the Baron (1913)
- Passions, He Had Three (1913)
- Lights and Shadows (1914)
- The Opened Shutters (1914)
- After Five (1915)
- The Dumb Girl of Portici (1916)
- The Love Girl (1916)
- The Edge of the Law (1917)
- Fighting Mad (1917)
- The Reward of the Faithless (1917)
- The Bronze Bride (1917)
- The Scarlet Crystal (1917)
- The Scarlet Drop (1918)
- The Guilt of Silence (1918)
- Nobody's Wife (1918)
- A Woman's Fool (1918)
- The Wolf and His Mate (1918)
- Painted Lips (1918)
- Winner Takes All (1918)
- Happiness a la Mode (1919)
- A Fight for Love (1919)
- Spotlight Sadie (1919)
- Bare Fists (1919)
- Riders of Vengeance (1919)
- Through the Wrong Door (1919)
- Deliverance (1919)
- The Soul of Youth (1920)
- Flame of Youth (1920)
- Wing Toy (1921)
- The Foolish Matrons (1921)
- Voices of the City (1921)
- Everything for Sale (1921)
- First Love (1921)